# 여강고등학교
여강고등학교(驪江高等學校)는 대한민국 경기도 여주시 북내면 신접리에 위치한 사립 고등학교이다.

## 학교 연혁
- 1970년 6월 23일 : 학교법인 금배학원 설립인가(초대 김이배 이사장 취임)
- 1971년 1월 29일 : 여강중학교 설립인가(9학급)
- 1971년 2월 1일 : 초대 한균필 교장 취임
- 1971년 3월 5일 : 여강중학교 개교
- 1974년 3월 5일 : 여강상업고등학교 개교
- 1981년 9월 26일 : 여강종합고등학교로 교명 변경
- 2003년 3월 1일 : 여강고등학교로 교명 변경
- 2004년 3월 27일 : 실내 체육관 금배관 개관
- 2005년 12월 22일 : 여강 급식소 개관
- 2013년 10월 23일 : 여강학사(기숙사) 준공
- 2015년 3월 1일 : 제3대 황정옥 이사장 취임
- 2016년 3월 1일 : 2016학년도 학과개편(1학년 3개 학급 보통과)
- 2021년 6월 1일 : 제8대 김주완 교장 취임
- 2022년 3월 1일 : 여강고 혁신학교 선정
- 2023년 1월 4일 : 고등학교 제47회 82명 졸업(총 5,871명)
- 2023년 1월 16일 : 여주시 기숙형 명문학교 선정

## 갤러리

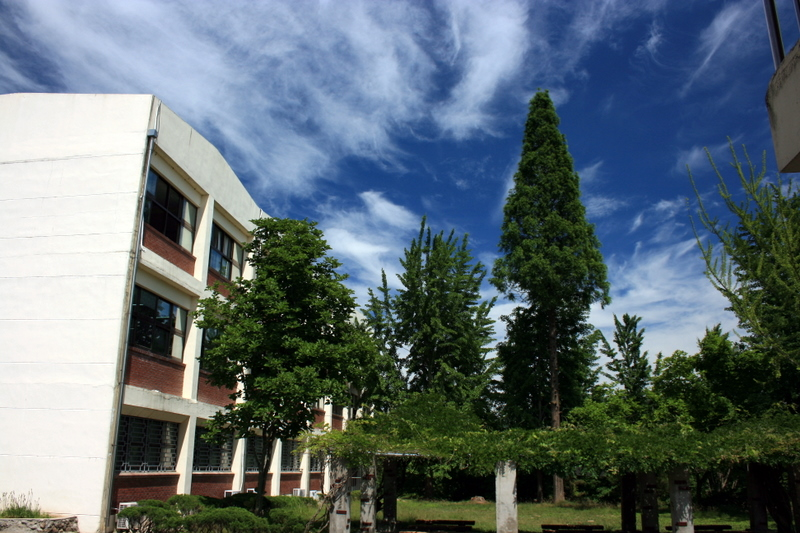
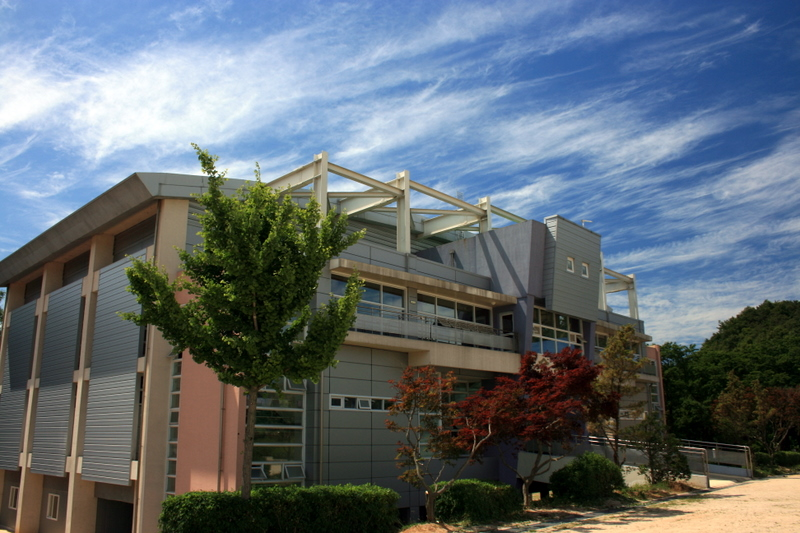
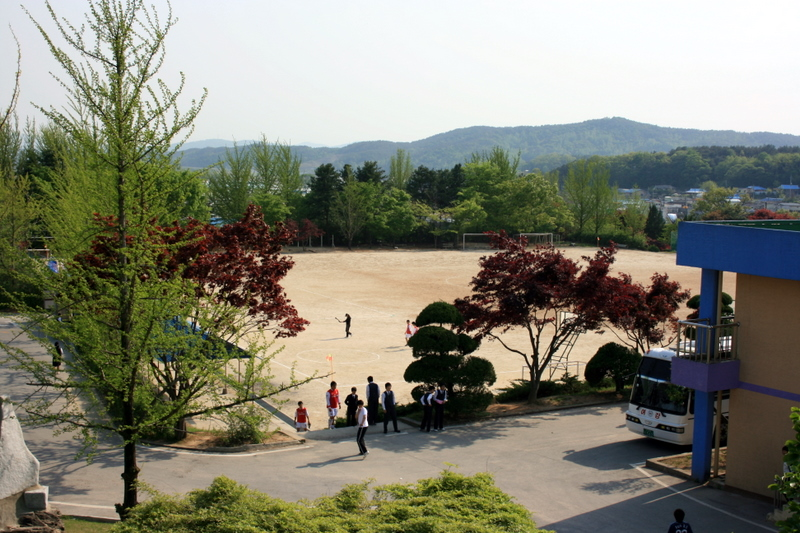

## 참고 자료
- 여강고등학교 - 한국교육학술정보원 학교알리미